# 杨显明
杨显明（1938年6月—），男，山东莱州人，中华人民共和国政治人物，全国劳动模范，曾任河南省政协副主席。